# Dolichopus affinis
Dolichopus affinis är en tvåvingeart som beskrevs av Walker 1849. Dolichopus affinis ingår i släktet Dolichopus och familjen styltflugor. Inga underarter finns listade i Catalogue of Life.